# كونزيو (أين)
كونزيو (بالفرنسية: Conzieu)‏ هي بلدية فرنسية تقع في إقليم الأين في فرنسا. رمز إنسي لها هو:1117. أما الرمز البريدي لها فهو: 1300.